# حكايات الهالويين
حكايات الهالوين (بالإنجليزية: Tales of Halloween) هو فيلم رعب كوميدي أمريكي لعام 2015، ويتألف من عشرة مقاطع متداخلة، كل منها يدور حول الهالووين، تم إخراج المقاطع من قبل نيل مارشال، ودارن لين بوسمان، وأكسيل كارولين، ولاكي ماكي، وأندرو كاش، وبول سوليت، وجون سكيب، وآدم جيراش، وجيس أندرسون، ومايك مينديز، وريان شيفرين، وديف باركر، وفي أول ظهور لـ جاك ديلان جرازر، تم عرض الفيلم لأول مرة في 24 يوليو 2015، في مهرجان الخيال السينمائي الدولي.

## الملخص
تدور الأحداث العشر في بلدة أمريكية وفي ضواحيها يتم ترويع سكانها من قبل الغول والغرباء والقتلة في إحدى ليالي الهالوين.

## طاقم التمثيل
- أدريان باربو [10] بدور دي جي

- هانتر سميث بدور «سويت توث»
- كاميرون ايستون في دور تيموثي بليك
- كارولين وليامز في دور السيدة بليك
- روبرت روسلير في دور السيد بليك
- كلير كرامر بدور الملازم براندت ماتيس
- غريغ غرونبرغ بدور أليكس ماتيس
- أوستن فالك في دور كايل
- ماديسون إسمان بدور ليزي
- دانيال ديماجيو في دور ميكي
- باري بوستويك في دور السيد عبادون
- ماركوس إيكرت في دور بيلي
- كريستوف زاجاك دينيك بدور مردخاي / الشيطان الصغير
- بن ستيلويل في دور تود
- ناتاليس كاستيلو في دور بريتني
- آدم باسكال كطبيب أسنان
- أدريان كوري، نفسها
- رافائيل جوردان في دور ألين
- جون ف. بيتش في دور جيمس
- تيفاني شيبيس في دور ماريا
- كيسي روجيري في دور كاتلين
- ترينت هاجا في دور نيلسون
- مارني ماكندري في دور الأميرة
- ريبيكا ماكيندري في دور الأم
- ميا بيج كفتاة / ساحرة
- كلايتون كيلر في دور ألين
- سيج ستيوارت في دور الفتاة الشريرة
- كير جيلكريست في دور جيمي هينسون
- غريس فيبس بدور أليس
- بوبو ستيوارت في دور إسحاق
- نوح سيغان في دور بارت
- جاك ديلان غرازر في دور الصغير جيمي هينسون
- كاتي سيلفرمان بدور الصغر أليس
- مات ميرشانت في دور العفريت
- أليكس إسو في دور لين / المرأة الفيكتورية
- لين شاين في دور والدة لين / القراصنة
- ليزيل هانسون في دور ماري بيلي
- باربرا كرامبتون في دور ساحرة
- ليزا ماري في دور الأرملة الفيكتورية
- ميك جريس في دور إريك، شبح الأوبرا
- ستيوارت جوردون في دور شرلوك هولمز
- أنوبيس كطفل
- مارك سينتر في دور جاك
- بوليانا ماكينتوش بدور بوبي
- ليلي فون وودنشو في دور جريتل
- فانيسا مينينديز في دور والدة الطفل الوحيد
- لوكاس أرمانداريس في دور الطفل الوحيد
- دانيال ديماجيو في دور ميكي
- ميا بيج كفتاة / ساحرة
- سيج ستيوارت في دور الفتاة الشريرة
- بن وولف بدور ريكس «روستي ريكس»
- ايدان جيل، بدرو الطفل فيرمان
- مو مينهارت في دور ساحرة
- جافين كيثلي في دور الطفل جيك جيلنهال
- فيليسا روز كأحد الوالدين
- دانا غولد في دور بوريس
- جيمس دوفال في دور دانتي
- إليسا داولينج بدور فلما
- غراهام دينمان بدور «زيغي»
- توماس بليك جونيور بدور أكسل
- شون كلارك بدور تيتان
- بوز واليك بدور دانزي
- جوشوا لو فريدمان في دور بوتش
- جينيفر فينجر في دور فيكي
- مايكل مونتيرستيلي في دور غوبر
- جراهام سكيبر في دور الضابط هيلمان
- آدم جرين في دور الضابط كارلو
- لومباردو بويار في دور الجار المقامر
- كودي جودفيلو في دور الجار المخمور
- فرانك بلوكير في دور القاضي شارب
- أندي ميريل في دور الجار
- فرانك ديتز في دور الجار
- نويل جيسون سكوت في دور نوسفيراتو
- شاكيد بيرينسون كمخبر / المصارع المقنع
- أماندا موير في دور دوروثي
- جينيفر فينجر في دور مالك دوروثي
- نيك برينسيب بدور القاتل
- جون لانديس [11] مثل Jebediah Rex
- بن وولف بدور ريكس "Rusty Rex"
- خوسيه بابلو كانتيلو بدور «دوتش»
- سام ويتوير في دور هانك
- كريستينا كيلبي
- بات هيلي بدور بوب "Forensic Bob"
- جريج ماكلين في دور راي بيشوب
- سيرانا فنسنت بدور إيلين بيشوب
- جون سافاج في دور الكابتن جي جي زيمرمان
- دانا رينيه أشمور بدور المحقق رقم 1
- ديلان ستروزان في دور الطبيب الشرعي رقم 2
- درو ستروزان في دور «رامبرانت»
- نيكول لاينو في دور شيريل
- ايدان جيل في دور كيفن
- جراهام سكيبر في دور الضابط هيلمان
- آدم جرين في دور الضابط كارلو
- مونيت مويو بدور الفتاة المشجعة
- نوح نيفينز في دور صديق المشجع
- جو دانتي في دور البروفيسور ميلو جوتليب [11]
- الكسندرا فريتز في دور القراصنة

## روابط خارجية
- حكايات الهالويين على موقع IMDb (الإنجليزية)
- حكايات الهالويين على موقع روتن توميتوز (الإنجليزية)
- حكايات الهالويين على موقع نتفليكس (الإنجليزية)
- حكايات الهالويين على موقع قاعدة بيانات الأفلام العربية
- حكايات الهالويين على موقع ألو سيني (الفرنسية)
- حكايات الهالويين على موقع أول موفي (الإنجليزية)
- حكايات الهالويين على موقع بوكس أوفيس موجو (الإنجليزية)
- حكايات الهالويين على موقع قاعدة بيانات الفيلم (الإنجليزية)
- حكايات الهالويين على موقع ليتربوكسد (الإنجليزية)
- حكايات الهالويين على موقع كينوبويسك (الروسية)